# ZAB-2.5S
ZAB-2.5S (ros. ЗАБ-2.5С) – radziecka bomba zapalająca małego wagomiaru przenoszona w bombach kasetowych RBK. Bomba ZAB-2.5S zawiera 0,76 kg galaretowatego środka zapalającego. Po zadziałaniu zapalnika otwiera się dno korpusu bomby i następuje wyrzucenie płonącej mieszaniny zapalającej.